# طرح (فیلم ۲۰۰۴)
طرح یا نقشه (به انگلیسی: Plan) فیلمی هندی محصول سال ۲۰۰۴ و به کارگردانی هریدی شتی است. در این فیلم بازیگرانی همچون سانجی دات، پریانکا چوپرا، دینو مورئا، سانجای سوری، سمیرا ردی، ریا سن، پایال روهاتگی، ماهش مانجرکار و موکش خانا ایفای نقش کرده‌اند.